# De man en het doofstomme meisje
De man en het doofstomme meisje is een hoorspel van Michal Tonecki. Der Mann und das taubstumme Mädchen werd op 6 september 1972 door de Westdeutscher Rundfunk uitgezonden. C. Denoyer vertaalde het en de VARA zond het uit op woensdag 16 januari 1974. De regisseur was Ad Löbler. Het hoorspel duurt 42 minuten.

## Rolbezetting
- Hans Veerman (de man)
- Willy Brill (Milena)
- Piet Ekel (Kaminski)

## Inhoud
In een van zijn compensatoire dromen, die hem boven de werkelijkheid van zijn leven laten uitstijgen, staat plots een doofstom meisje voor de ogen van de oude man. Hij nodigt haar uit in zijn huis te komen en brengt haar in de kamer van zijn vrouw onder, die daar helemaal niet over verwonderd is, maar integendeel vriendelijk aanbiedt haar ondergoed, haar klederen en haar sieraden ter beschikking te stellen. De oude man poogt aan het meisje de wereld der geluiden te verklaren. Het zijn de geluiden die de voornaamste fasen van zijn lijdensgeschiedenis markeren: concentratiekamp, bevrijding, soldatenleven, na de oorlog verhoren en gevangenis in zijn eigen land…